# Ragnar Engström
Per Ragnar Engström, född 25 augusti 1905 i Ovanåkers församling, Gävleborgs län, död där 4 juni 1992, var en svensk konstnär.
Han var son till Per Engström och Amelie Prestberg samt gift från 1942 med Göta Arvén. Engström var bosatt i Chicago 1923-1930 men återvände till Sverige. Han studerade vid Isaac Grünewalds målarskola 1944 och vid Académie de la Grande Chaumière i Paris 1950. Separat ställde han ut på Bollnäs museum, Hudiksvalls museum och Gävle museum. Han medverkade ett flertal gånger i Gävleborgsmålarnas samlingsutställningar på Gävle museum. Hans konst består av stilleben, porträtt, Parisbilder och landskapsmålningar i olja.